# M. Neldel
M. Neldel war ein Speditions- und Lagerhaus in Hannover und Königlich Preußischer Hof-Spediteur. In der Provenienzforschung spielen das Unternehmen und seine Protagonisten eine Rolle aufgrund der Beteiligung an der Verwertung sogenannter „Judenmöbel“ im Dritten Reich.

## Hannoversches Speditions- und Lagerhaus M. Neldel

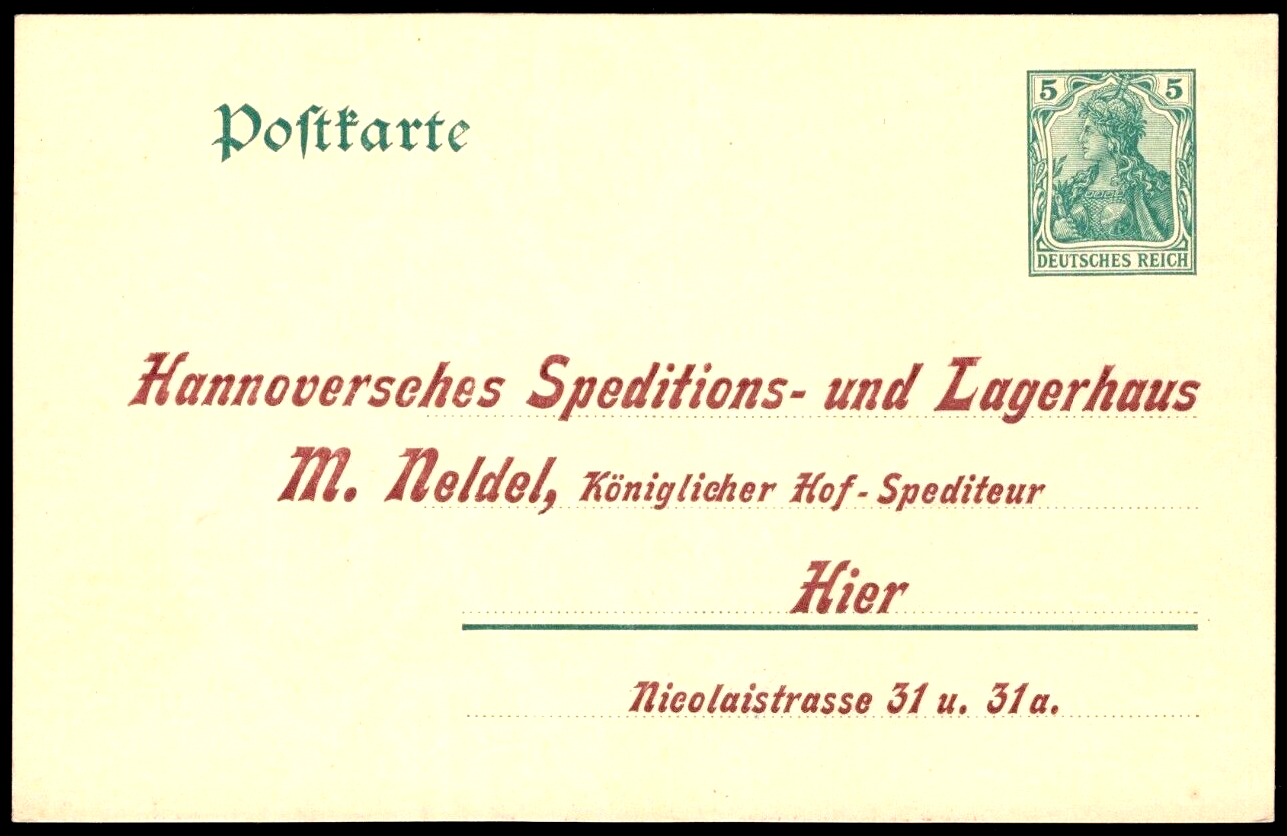
Um 1900: Ganzsache mit 5-Pfennig der Germania-Briefmarkenserie des Königlichen Hof-Spediteurs in der Nicolaistraße 31 und 31a

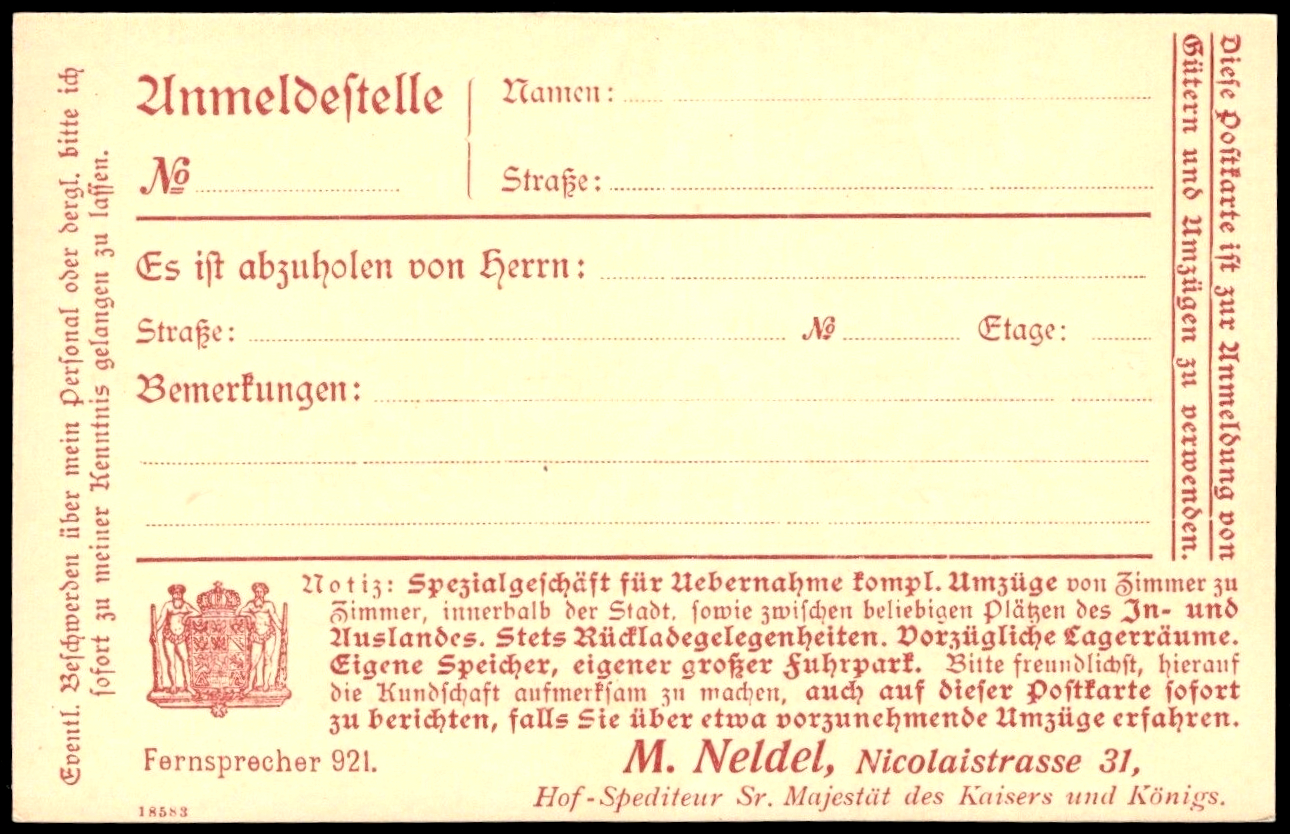
Bestellvordruck des Unternehmens

1885 gründete Max Neldel senior (1857–1923) die Firma Hannoversches Speditions- und Lagerhaus mit Sitz in der Nikolaistraße 31 und 31a. Zunächst bestand der Fuhrpark nur aus einem Pferd und einer Kutsche.
1903 wurde Neldels „rein mechanische Zugdeckung“ für die Anwendung bei Eisenbahn-Waggons während der Fahrt erfunden und vom Kaiserlichen Patentamt unter Nummer 11.3259 Klasse 20 i patentiert.
Im 19. Jahrhundert wirkte Neldel in verschiedenen Speditionsverbänden, später auch als Vorsitzender in verschiedenen Verkehrsverbänden.
Anfang des 20. Jahrhunderts richtete Neldel ein Gesuch für das Prädikat als Hoflieferant an Kaiser Wilhelm II., und wurde am 19. Oktober 1900 zum kaiserlich königlichen Hofspediteur ernannt.
Neben Funktionen in kommunalen Behörden übernahm Neldel am Amtsgericht Hannover das Amt des Handelsrichters, bevor er zum Handelsgerichtsrat ernannt wurde.
Durch die Deutsche Hyperinflation geriet das Unternehmen in Schwierigkeiten, zudem starb Neldel senior am 21. Juli 1923 im Alter von 66 Jahren. Sein einziger Sohn und Erbe Max Neldel junior führte die Spedition fort.
Ebenfalls zur Zeit der Weimarer Republik meldete der Dreher Wilhelm Apel aus Leinhausen Mitte 1923 seinen 15-jährigen Sohn Wilhelm Apel in der Firma M. Neldel in der Nikolaistraße als Lehrling an. Am 17. April 1924 kam der Junge nach seiner morgendlichen Fahrt zu Neldel nicht in der Firma an und gilt seitdem als spurlos verschwunden. Die von seiner Mutter selbst genähte Bekleidung des Jugendlichen wurde später bei dem Massenmörder Fritz Haarmann beschlagnahmt.

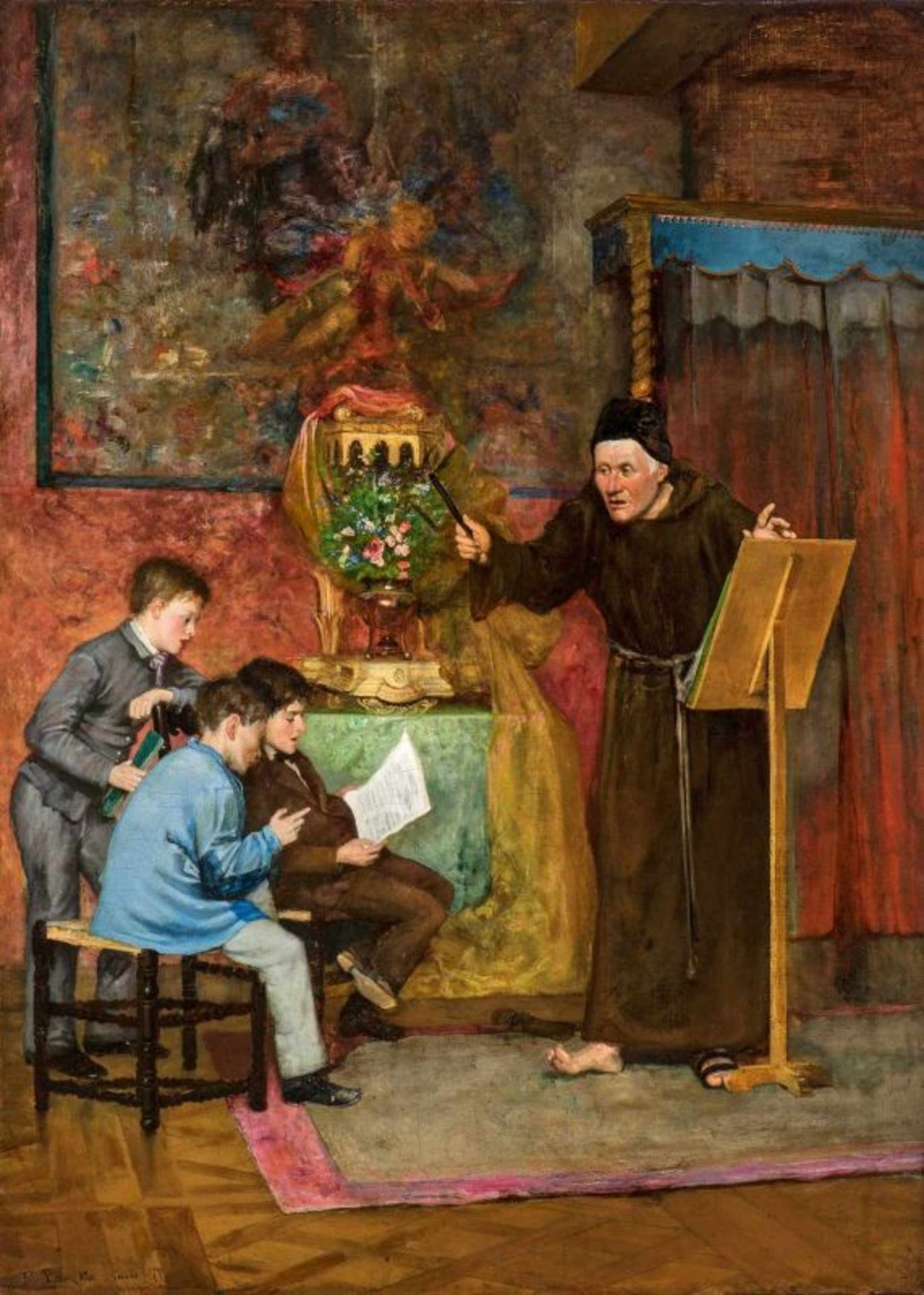
Ölgemälde „Die Gesangsstunde“ von Ferenc Paczka von 1877; rückseitig mit Etikett „Hannoversches Speditions- und Lagerhauses M. Neldel, 42, 178“

Zur Zeit des Nationalsozialismus war die Spedition M. Neldel nach der Reichspogromnacht im Zuge der „Aktion Lauterbacher“ 1941 beteiligt am Transport von Juden beschlagnahmtem Hausrat und Mobiliar, den sogenannten „Judenmöbeln“. Neldes Beteiligung, dokumentiert im Stadtarchiv Hannover, wurde für die spätere Provenienzforschung in Niedersachsen wichtig.
Im Zweiten Weltkrieg war der Kaufmann H. Behrens Inhaber des auch auf Wohnungs-Nachweise spezialisierten Unternehmens in der Nikolaistraße 30 und 31a.
Im Zweiten Weltkrieg wurden die Betriebsgebäude während der Luftangriffe auf Hannover im Jahr 1945 zerstört.
In der frühen Nachkriegszeit übernahm Karl Nelke mit Genehmigung der Britischen Militärbehörden 1945 das Hannoversche Speditions- und Lagerhaus und gliederte das Unternehmen seiner eigenen Firma an.